# Lolita Rodrigues
Lolita Rodrigues (nombre de nacimiento Sylvia Goncalves Rodrigues Leite, 10 de marzo de 1929 - João Pessoa, Paraíba, 5 de noviembre de 2023) fue una actriz, cantante y presentadora brasileña.

## Biografía
Hija de Isolina Nieves Ramos y Isaac Gonzales de la Vega. Contrajo matrimonio con Aírton Rodrigues, fue madre de Silvia Regina Rodrigues.
Lolita Rodrigues era conocida por su carrera musical, durante la cual lanzó numerosos álbumes de estudio. En 1977 fue seleccionada por la emisora nacional brasileña Rede Globo, para representar a Brasil en la sexta edición del Festival OTI, que se celebró en Madrid.
Conocida por filmes como Uga Uga en 2000, O Corcunda de Notre Dame en 1957 y Pé na Jaca en 2006.
Formó con Hebe Camargo y Nair Bello, sus grandes amigas y compañeras profesionales de toda la vida, una de las amistades más divertidas y recordadas de la historia de la televisión brasileña.
Lolita falleció el 5 de noviembre de 2023 94 años, de neumonía en el Hospital Nuestra Señora de las Nieves en João Pessoa. Su cuerpo fue incinerado.

## Filmografía
| - 2009, Vivir la vida como Noêmia - 2006, Pé na Jaca como Carmen - 1999 – 2006, Zorra Total (sitcom) como Ornela - 2003, Kubanacan como Dona Isabelita - 2000, Uga Uga como Carmen - 1999, Terra Nostra como Dolores - 1999, Louca Paixão .... as Helena - 1998, Estrela de Fogo como Clara - 1998, Do Fundo do Coração como Alzira - 1997, Uma Janela para o Céu como Dona Dalva - 1997, Canoa do Bagre como Clarita - 1996, Razão de Viver como Carmen - 1994, A Viagem como Fátima - 1992, Despedida de Solteiro como Emília - 1990, A História de Ana Raio e Zé Trovão como Verônica - 1990, Rainha da Sucata como Lena - 1987, Sassaricando como Aldonza - 1986, Memórias de Um Gigolô (mini séries) | - 1978, O Direito de Nascer como Dora - 1972, Quero Viver como Severina - 1972, O Tempo Não Apaga - 1971, Os Deuses Estão Mortos como Eleonora - 1970, As Pupilas do Senhor Reitor como Joana - 1969, Algemas de Ouro como Linda - 1968, A Última Testemunha como Constância - 1966, Anjo Marcado como Júlia - 1965, Em Busca da Felicidade como Anita - 1965, Os Quatro Filhos - 1965, Ontem, Hoje e Sempre como Laura - 1964, O Pintor e a Florista como Clélia - 1964, Ilsa - 1964, Ambição como Guida - 1964, Mãe como Maria - 1963, Aqueles que Dizem Amar-se como Mariana - 1963, 2-5499 Ocupado |